# Ameisensäure-n-butylester
Ameisensäure-n-butylester ist eine chemische Verbindung aus der Gruppe der Carbonsäureester.

## Vorkommen
Ameisensäure-n-butylester wurde in frischen Äpfeln, Erdbeeren, Moltebeeren, Sherry und Parmesan nachgewiesen.

## Gewinnung und Darstellung
Ameisensäure-n-butylester kann durch azeotrope Destillation von Ameisensäure und n-Butylalkohol mit Isopropylformiat oder durch Kochen von n-Butylalkohol und Formamid in Gegenwart von Zinkchlorid, Zinksulfat oder Quecksilber(II)-chlorid gewonnen werden.

## Eigenschaften
Ameisensäure-n-butylester ist eine leicht entzündbare, leicht flüchtige, farblose Flüssigkeit mit alkoholartigem Geruch, die in Wasser hydrolysiert. In geringerer Konzentration besitzt die Verbindung einen fruchtigen, pflaumenartigen Geruch und einen entsprechenden Geschmack.

## Verwendung
Ameisensäure-n-butylester wird als Aromastoff verwendet. Die Verbindung wird auch als möglicher Biokraftstoff untersucht. Sie wird auch selten als Lösungsmittel für Fette, Öle, Cellulosenitrat, einige Celluloseether und Celluloseester, außerdem für viele natürliche und synthetische Bindemittel verwendet.

## Sicherheitshinweise
Die Dämpfe von Ameisensäure-n-butylester können mit Luft ein explosionsfähiges Gemisch (Flammpunkt 18 °C, Zündtemperatur 265 °C) bilden.